# كاسبر يورغنسن
كاسبر يورغنسن (بالدنماركية:Casper Jørgensen) مواليد 20 أغسطس 1985، هو دراج دانمركي. شارك في دورة الألعاب الأولمبية الصيفية وفاز بميدالية أولمبية.

## الميداليات
| الميدالية | المسابقة                       |
| --------- | ------------------------------ |
| فضية      | الألعاب الأولمبية الصيفية 2008 |

## روابط خارجية
- كاسبر يورغنسن على موقع الاتحاد الدولي للدراجات (الإنجليزية)
- كاسبر يورغنسن على موقع أرشيف الدراجات (الإنجليزية)
- كاسبر يورغنسن على موقع إحصائيات الدراجات الإحترافية (الإنجليزية)
- كاسبر يورغنسن على موقع نسبة الدراجات (الإنجليزية)
- كاسبر يورغنسن على موقع أوليمبيديا (الإنجليزية)